# Crash (альбом Charli XCX)
| Совокупная оценка    | Совокупная оценка |
| Источник             | Оценка            |
| -------------------- | ----------------- |
| AnyDecentMusic?      | 7.6/10            |
| Metacritic           | 79/100            |
| Оценки критиков      |                   |
| Источник             | Оценка            |
| AllMusic             | [ 4 ]             |
| Clash                | 7/10              |
| DIY                  | [ 6 ]             |
| The Guardian         | [ 7 ]             |
| The Independent      | [ 8 ]             |
| The Line of Best Fit | 9/10              |
| NME                  | [ 10 ]            |
| Pitchfork            | 8.0/10            |
| Rolling Stone        | [ 12 ]            |
| Slant                | [ 13 ]            |

Crash — пятый студийный альбом британской певицы и автора песен Charli XCX, выпущенный 18 марта 2022 года. Это будет её последний альбом, который будет выпущен в соответствии с её текущим контрактом с лейблом Asylum Records. Альбому предшествовали четыре сингла Good Ones, New Shapes с участием Christine and the Queens и Caroline Polachek, Beg For You с участием Рины Саваямы, Baby и два промосингла Every Rule и Used To Know Me. Также выход альбома сопровожден концертным туром.

## Предыстория
Первый раз когда Чарли упомянула этот альбом, был в интервью для музыкального издания Fader, которое она дала сразу после выпуска своего третьего студийного альбома Charli: «Я не должна говорить это, я должна быть типо „этот альбом (Charli), слушайте его, покупайте“, но я уже думаю о следующем, он готов, я уже на следующем уровне» 14 октября того же года, она сказала что уже работает над ним. 25 ноября 2019 она заявила что в её планах на будущий год записать два альбома (один из которых шестой, и если он не будет выпущен в 2020, то выйдет в 2021).
6 апреля 2020 в открытом звонке со своими фанатами через Zoom, Чарли анонсировала что будет работать над новым альбомом в самоизоляции, под рабочим названием How I’m Feeling Now. В тот же день Чарли впервые упомянула о своем альбоме как о «альбоме Джанет», опубликовав скриншот переписки с A. G. Cook: «And I wanted to do Janet album in September into quicker album in December», сказала она, подразумевая что изначально она планировала выпустить «альбом Джанет» в сентябре, а «более быстрый», альбом-экспромт выпустить в декабре того же года. 12 июня Чарли намекнула что она снова приступила к работе над «альбомом Джанет» после того как вышел How I’m Feeling Now.
1 ноября 2021 она опубликовала в Твиттере, что на неделе будет раскрывать тайны об альбоме, и спустя пять часов она объявила с кем она работла над альбомом: Lotus IV, Christine and the Queens, Caroline Polachek, Oscar Holter, Digital Farm Animals, Rina Sawayama, Ian Kirkpatrick, Jason Evigan, Justin Raisen, SadPony, Ariel Rechtshaid, Ilya, Oneohtrix Point Never, Mike Wise, и Jon Shave. Oscar Holter ещё до этого был подтверждён как продюсер сингла «Good Ones», и коллаборации с Риной Саваямой, о которой говорилось с 2019, однако по словам обеих артисток, были разные попытки коллаборации; та песня которая в итоге была выпущена и названа «Beg For You», была спродюсирована Digital Farm Animals. Коллаборация с Caroline и Christine и продакшоном от Deaton Chris Anthony, была также объявлена за несколько дней до официального анонса, впоследствии стала треком «New Shapes», который является вторым синглом альбома и был выпущен 4 ноября 2021.

## Тема
В качестве визуала альбома Чарли использовала множество фотографий в стиле «тёмных заклинаний и проклятий», а также характерные намеки на автомобили и автомобильные аварии.

## Музыка и слова
Ожидается, что Crash станет переходом Чарли из гиперпоп звучания, которыми прославилась она, вместо этого стремясь к более «попсовому» звучанию, вдохновленному 80-ми. Альбом тематически вдохновлен её опытом давления на неё лейблом. Как музыкальный, так и лирический тон «Crash» — это что-то ироничное, сатирическое отражение музыки, на которую Atlantic Records толкал Чарли XCX к созданию на протяжении всего своего времени в рамках их соответствующего контракта. После выхода альбома Чарли призналась, что этот альбом ей не очень нравится и она старается не включать его при публике
На создание альбома она вдохновлялась такими артистами, как Madonna, Janet Jackson, Cameo, Sister Sledge, Serge Gainsbourg, Steve Vai, Black Eyed Peas, Charlie Puth, Cyndi Lauper, Rick James, Taylor Dayne, Boy Meets Girl, and Belinda Carlisle.
Среди исполнителей, представленных на альбоме — Christine and the Queens и Caroline Polachek на треке «New Shapes», а также Rina Sawayama на «Beg for You»; песни были выпущены как второй и третий синглы с альбома. Продюсерами альбома являются Oscar Holter, Lotus IV, Deaton Chris Anthony, A. G. Cook, George Daniel, Digital Farm Animals, Ian Kirkpatrick, Jason Evigan, Justin Raisen, Ariel Rechtshaid, Ilya Salmanzadeh, Oneohtrix Point Never, Jon Shave и Mike Wise.

## Список композиций
| №                   | Название                                                                | Автор(ы) | Продюсеры                          | Длительность |
| ------------------- | ----------------------------------------------------------------------- | --- | ---------------------------------- | ------------ |
| 1.                  | «Crash»                                                                 | Alexander Guy Cook Charlotte Aitchison George Daniel Waylon Rector                                                                                 | A. G. Cook George Daniel           | 2:10         |
| 2.                  | «New Shapes» (при участии Christine and the Queens и Caroline Polachek) | Aitchison Noonie Bao Caroline Polachek Deaton Chris Anthony Héloïse Letissier Linus Wiklund                                                        | Deaton Chris Anthony Lotus IV      | 3:20         |
| 3.                  | «Good Ones»                                                             | Aitchison Bao Caroline Ailin Mattias Larsson Oscar Holter Robin Fredriksson                                                                        | Oscar Holter                       | 2:16         |
| 4.                  | «Constant Repeat»                                                       | Aitchison Wiklund Bao | Lotus IV                           | 3:09         |
| 5.                  | «Beg For You» (при участии Rina Sawayama)                               | Aitchison Alexander Soifer Sorana Păcurar Roland Spreckley Nicholas Gale Sawayama Anoo Bhagavan [a] Jonas von der Burg [a] Niklas von der Burg [a] | Digital Farm Animals               | 2:48         |
| 6.                  | «Move Me»                                                               | Amy Allen Aitchison Ian Kirkpatrick Jason Evigan                                                                                                   | Ian Kirkpatrick                    | 2:27         |
| 7.                  | «Baby»                                                                  | Aitchison Jeremiah Raisen Justin Raisen | Justin Raisen SADPONY              | 2:40         |
| 8.                  | «Lightning»                                                             | Aitchison Madison Love Ilya Salmanzadeh Rami Yacoub                                                                                                | Ariel Rechtshaid                   | 3:57         |
| 9.                  | «Every Rule»                                                            | Aitchison Cook | A. G. Cook Oneohtrix Point Never   | 3:02         |
| 10.                 | «Yuck»                                                                  | Aitchison Elizabeth Lowell Boland Megan Buelow Michael Joseph Wise Nathan Ferraro                                                                  | Mike Wise                          | 2:18         |
| 11.                 | «Used To Know Me»                                                       | Aitchison Dylan Brady Wiklund Bao Allen George [B] Fred McFarlane [B]                                                                              | Dopamine (Darryl Reid и Jon Shave) | 2:28         |
| 12.                 | «Twice»                                                                 | Aitchison Wiklund Bao | Lotus IV                           | 3:14         |
| Общая длительность: | Общая длительность:                                                     | Общая длительность: | Общая длительность:                | 33:49        |

| №                   | Название                                   | Автор(ы)                                                                           | Продюсеры               | Длительность |
| ------------------- | ------------------------------------------ | ---------------------------------------------------------------------------------- | ----------------------- | ------------ |
| 13.                 | «Selfish Girl»                             | Charlotte Aitchison, Deaton Chris Anthony, Linus Wiklund, Noonie Bao               | George Daniel, Lotus IV | 3:14         |
| 14.                 | «How Can I Not Know What I Need Right Now» | Charlotte Aitchison, George Daniel                                                 | George Daniel           | 2:37         |
| 15.                 | «Sorry if I Hurt You»                      | Andrew Wyatt, Charlotte Aitchison, Deaton Chris Anthony, Linus Wiklund, Noonie Bao | Lotus IV                | 2:41         |
| 16.                 | «What You Think About Me»                  | Alexander Guy Cook, Charlotte Aitchison, Waylon Rector                             | A. G. Cook              | 3:04         |
| Общая длительность: | Общая длительность:                        | Общая длительность:                                                                | Общая длительность:     | 45:28        |

Сэмплы
- ↑ В песне «Beg for You» был использовал семпл «Don’t Cry» Milk Inc. и «Cry for You» September.[30]
- ↑ В песне «Used to Know Me» был использовал семпл «Show Me Love» певицы Robin S.